# Giuseppe Favalli
Giuseppe Favalli (Orzinuovi, 8 gennaio 1972) è un dirigente sportivo, allenatore di calcio ed ex calciatore italiano, di ruolo terzino sinistro.
Durante i suoi 22 anni di carriera, ha giocato con le maglie di Cremonese, Lazio, Inter e Milan. Ha vinto due scudetti (1999-2000 e 2005-2006), cinque Coppe Italia (1997-1998, 1999-2000, 2003-2004, 2004-2005 e 2005-2006), tre Supercoppe italiane (1998, 2000 e 2005), una Coppa delle Coppe (1999), una Champions League (2007), due Supercoppe UEFA (1999 e 2007) e un Mondiale per club (2007). Ha collezionato 491 presenze e 7 gol in Serie A e 81 presenze con 2 reti nelle coppe europee.
Nel 1992, con le nazionali giovanili italiane, ha vinto l'Europeo Under-21 e partecipato ai Giochi olimpici. Dal 1994 al 2004 è stato anche convocato nella nazionale maggiore, disputando il campionato d'Europa 2004.
È al secondo posto per numero di presenze in tutte le competizioni ufficiali con la maglia della Lazio (401). Proviene da una famiglia di calciatori: lo zio Erminio ha alle spalle una militanza nella Juventus negli anni '60, mentre il figlio Alessandro ha giocato per diverse squadre di Serie B e C.

## Carriera

### Giocatore

#### Club

##### Cremonese

Favalli alla Cremonese nella stagione 1991-1992

Cresciuto calcisticamente nelle file della Cremonese, ha esordito in prima squadra il 16 aprile 1989 allo stadio Giovanni Zini contro la Sambenedettese. Il 27 agosto 1989 ha esordito in Serie A in Inter-Cremonese (2-1).
Il 13 gennaio 1991 ha segnato il primo gol in carriera contro il Modena e il 20 ottobre dello stesso anno ha realizzato la prima rete in Serie A contro il Verona.
Nelle prime 4 stagioni da professionista con la maglia della Cremonese, durante le quali la formazione lombarda è stata promossa per due anni in Serie A, Favalli ha disputato 102 partite di cui 59 in Serie A, 35 in Serie B e 8 in Coppa Italia.

##### Lazio
Nel 1992, a vent'anni, è stato acquistato per 5 miliardi di lire dalla Lazio, formazione nella quale ha militato per dodici annate consecutive, fino alla stagione 2003-2004, arrivando ad essere il primo calciatore per numero di presenze complessive (401) in partite ufficiali con la maglia biancoceleste. Nelle sue ultime due stagioni alla Lazio è stato anche capitano della squadra, ereditando la fascia appartenuta al compagno di reparto Alessandro Nesta, trasferitosi al Milan nell'estate del 2002.
All'avvicendarsi di allenatori quali Dino Zoff, Zdeněk Zeman, Sven-Göran Eriksson e infine Roberto Mancini, ha sempre saputo guadagnarsi un posto da titolare.
Con la maglia della Lazio ha vinto uno scudetto, tre Coppe Italia (contro Inter, Milan e Juventus), due Supercoppe italiane (contro Juventus e Inter), una Coppa delle Coppe (ai danni del Maiorca) e una Supercoppa UEFA (battendo 1-0 il Manchester Utd), risultando insieme a Guerino Gottardi e Paolo Negro il calciatore più titolato della storia della Lazio.

##### Inter

Da sinistra: Favalli all'Inter, con i compagni di squadra Cambiasso, Materazzi, Stanković, Verón e Toldo, durante il precampionato 2004-2005.

Nel 2004 si è trasferito a parametro zero all'Inter, squadra guidata dal suo ex compagno di squadra Roberto Mancini, che già lo aveva allenato alla Lazio.
Con i nerazzurri ha vinto due Coppe Italia, entrambe contro la Roma (2-0 e 1-0 la doppia finale del 2005, 1-1 e 3-1 l'anno seguente), conquistando così la Coppa Italia per tre volte consecutive, e la Supercoppa italiana 2005 contro la Juventus. Dopo la revoca dello scudetto 2005-2006 alla Juventus e l'assegnazione a tavolino dello stesso all'Inter, Favalli è diventato nuovamente campione d'Italia, questa volta in maglia nerazzurra.

##### Milan

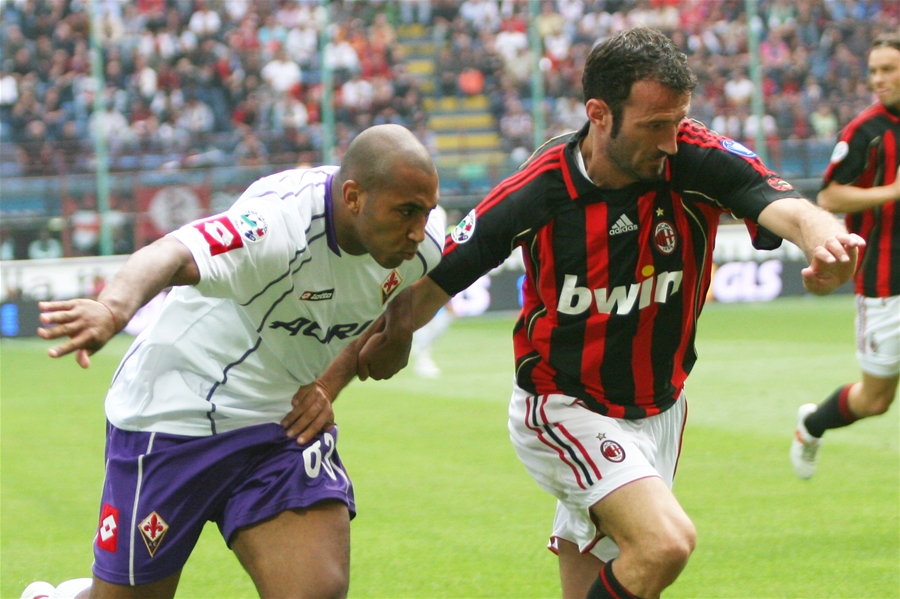
Favalli (a destra) al Milan nel 2007, in marcatura sul fiorentino Reginaldo.

Nel 2006, a 34 anni, è passato a parametro zero al Milan. Arrivato nella parte finale della sua carriera, è stato utilizzato soprattutto come difensore centrale dall'allenatore Carlo Ancelotti e, nella stagione 2009-2010, da Leonardo.
Il 7 aprile 2007 nella partita Milan-Empoli (3-1) ha segnato il primo gol con la maglia del Milan.
Con i rossoneri ha vinto una Champions League contro il Liverpool, la sua seconda Supercoppa UEFA contro il Siviglia e una Coppa del mondo per club contro il Boca Juniors (dopo essere stato inserito nella lista dei convocati all'ultimo momento al posto dell'infortunato Ronaldo), questi ultimi due trofei senza scendere in campo.
Il 15 maggio 2010 ha disputato la sua ultima partita in maglia rossonera in occasione dell'ultima giornata del campionato 2009-2010 nella sfida a San Siro contro la Juventus (3-0) in cui il pubblico gli ha riservato una standing ovation. In totale con la maglia del Milan ha disputato 99 partite ufficiali segnando 2 gol, entrambi in campionato nella stagione 2006-2007.

#### Nazionale
Dopo aver giocato nella nazionale italiana Under-18, a partire dal 1989 Favalli è stato convocato nell'Under-21, con la quale ha conquistato gli Europei Under-21 nel 1992, disputando anche la doppia finale contro la Svezia. Nello stesso anno il terzino lombardo ha preso parte alle Olimpiadi di Barcellona, giocando da titolare tutte le 4 partite disputate dalla compagine azzurra.
Convocato dal CT azzurro Arrigo Sacchi, ha esordito in nazionale maggiore l'8 ottobre 1994 a Tallinn contro l'Estonia (2-0 per l'Italia) in un incontro valevole per le qualificazioni all'Europeo 1996.
L'allora CT della nazionale Giovanni Trapattoni lo ha inserito nel gruppo azzurro al campionato d'Europa 2004, dove è sceso in campo nella seconda partita del girone disputata contro la Svezia (1-1, reti di Cassano e Ibrahimović).
In totale ha collezionato 8 presenze con la nazionale maggiore italiana di cui 5 in amichevole, una nelle qualificazioni all'Europeo 1996, una nella fase finale dell'Europeo 2004 e una nelle qualificazioni al Mondiale 2006.

### Dopo il ritiro
Una volta ritiratosi dal calcio giocato, Favalli intraprende l'esperienza dirigenziale come responsabile tecnico della scuola calcio del Savio, società calcistica romana.
Al 2023 è anche socio di Guido Crosetto, Giuliano Giannichedda e altri due imprenditori, Giovanni e Gaetano Mangione, in alcune società che offrono servizi di bed & breakfast.

## Statistiche

### Presenze e reti nei club
| Stagione         | Squadra          | Campionato       | Campionato | Campionato | Coppe nazionali | Coppe nazionali | Coppe nazionali | Coppe continentali | Coppe continentali | Coppe continentali | Altre coppe | Altre coppe | Altre coppe | Totale | Totale |
| Stagione         | Squadra          | Comp             | Pres       | Reti       | Comp            | Pres            | Reti            | Comp               | Pres               | Reti               | Comp        | Pres        | Reti        | Pres   | Reti   |
| ---------------- | ---------------- | ---------------- | ---------- | ---------- | --------------- | --------------- | --------------- | ------------------ | ------------------ | ------------------ | ----------- | ----------- | ----------- | ------ | ------ |
| 1988-1989        | Cremonese        | B                | 2          | 0          | CI              | 0               | 0               | -                  | -                  | -                  | -           | -           | -           | 2      | 0      |
| 1989-1990        | Cremonese        | A                | 28         | 0          | CI              | 2               | 0               | -                  | -                  | -                  | -           | -           | -           | 30     | 0      |
| 1990-1991        | Cremonese        | B                | 33         | 2          | CI              | 4               | 0               | -                  | -                  | -                  | -           | -           | -           | 37     | 2      |
| 1991-1992        | Cremonese        | A                | 31         | 1          | CI              | 2               | 0               | -                  | -                  | -                  | -           | -           | -           | 33     | 1      |
| Totale Cremonese | Totale Cremonese | Totale Cremonese | 94         | 3          |                 | 8               | 0               |                    | -                  | -                  |             | -           | -           | 102    | 3      |
| 1992-1993        | Lazio            | A                | 32         | 1          | CI              | 4               | 0               | -                  | -                  | -                  | -           | -           | -           | 36     | 1      |
| 1993-1994        | Lazio            | A                | 23         | 1          | CI              | 0               | 0               | CU                 | 2                  | 0                  | -           | -           | -           | 25     | 1      |
| 1994-1995        | Lazio            | A                | 22         | 0          | CI              | 5               | 0               | CU                 | 5                  | 1                  | -           | -           | -           | 32     | 1      |
| 1995-1996        | Lazio            | A                | 26         | 1          | CI              | 3               | 0               | CU                 | 3                  | 0                  | -           | -           | -           | 32     | 1      |
| 1996-1997        | Lazio            | A                | 26         | 0          | CI              | 3               | 0               | CU                 | 2                  | 0                  | -           | -           | -           | 31     | 0      |
| 1997-1998        | Lazio            | A                | 24         | 0          | CI              | 8               | 0               | CU                 | 9                  | 0                  | -           | -           | -           | 41     | 0      |
| 1998-1999        | Lazio            | A                | 25         | 0          | CI              | 4               | 0               | CdC                | 5                  | 0                  | SI          | 0           | 0           | 34     | 0      |
| 1999-2000        | Lazio            | A                | 18         | 0          | CI              | 2               | 0               | UCL                | 5                  | 0                  | SU          | 0           | 0           | 25     | 0      |
| 2000-2001        | Lazio            | A                | 27         | 0          | CI              | 3               | 0               | UCL                | 6                  | 1                  | SI          | 1           | 0           | 37     | 1      |
| 2001-2002        | Lazio            | A                | 20         | 0          | CI              | 4               | 0               | UCL                | 6                  | 0                  | -           | -           | -           | 30     | 0      |
| 2002-2003        | Lazio            | A                | 26         | 1          | CI              | 3               | 0               | CU                 | 6                  | 0                  | -           | -           | -           | 35     | 1      |
| 2003-2004        | Lazio            | A                | 29         | 0          | CI              | 6               | 0               | UCL                | 8                  | 0                  | -           | -           | -           | 43     | 0      |
| Totale Lazio     | Totale Lazio     | Totale Lazio     | 298        | 4          |                 | 45              | 0               |                    | 57                 | 2                  |             | 1           | 0           | 401    | 6      |
| 2004-2005        | Inter            | A                | 26         | 0          | CI              | 2               | 0               | UCL                | 9                  | 0                  | -           | -           | -           | 37     | 0      |
| 2005-2006        | Inter            | A                | 23         | 0          | CI              | 4               | 0               | UCL                | 3                  | 0                  | SI          | 1           | 0           | 31     | 0      |
| Totale Inter     | Totale Inter     | Totale Inter     | 49         | 0          |                 | 6               | 0               |                    | 12                 | 0                  |             | 1           | 0           | 68     | 0      |
| 2006-2007        | Milan            | A                | 15         | 2          | CI              | 3               | 0               | UCL                | 4                  | 0                  | -           | -           | -           | 22     | 2      |
| 2007-2008        | Milan            | A                | 26         | 0          | CI              | 2               | 0               | UCL                | 2                  | 0                  | SU+Cmc      | 0           | 0           | 30     | 0      |
| 2008-2009        | Milan            | A                | 23         | 0          | CI              | 1               | 0               | CU                 | 5                  | 0                  | -           | -           | -           | 29     | 0      |
| 2009-2010        | Milan            | A                | 16         | 0          | CI              | 1               | 0               | UCL                | 1                  | 0                  | -           | -           | -           | 18     | 0      |
| Totale Milan     | Totale Milan     | Totale Milan     | 80         | 2          |                 | 7               | 0               |                    | 12                 | 0                  |             | -           | -           | 99     | 2      |
| Totale carriera  | Totale carriera  | Totale carriera  | 521        | 9          |                 | 66              | 0               |                    | 81                 | 2                  |             | 2           | 0           | 670    | 11     |

### Cronologia presenze e reti in nazionale
| Cronologia completa delle presenze e delle reti in nazionale ― Italia | Cronologia completa delle presenze e delle reti in nazionale ― Italia | Cronologia completa delle presenze e delle reti in nazionale ― Italia | Cronologia completa delle presenze e delle reti in nazionale ― Italia | Cronologia completa delle presenze e delle reti in nazionale ― Italia | Cronologia completa delle presenze e delle reti in nazionale ― Italia | Cronologia completa delle presenze e delle reti in nazionale ― Italia | Cronologia completa delle presenze e delle reti in nazionale ― Italia |
| Data                                                                  | Città                                                                 | In casa                                                               | Risultato                                                             | Ospiti                                                                | Competizione                                                          | Reti                                                                  | Note                                                                  |
| --------------------------------------------------------------------- | --------------------------------------------------------------------- | --------------------------------------------------------------------- | --------------------------------------------------------------------- | --------------------------------------------------------------------- | --------------------------------------------------------------------- | --------------------------------------------------------------------- | --------------------------------------------------------------------- |
| 8-10-1994                                                             | Tallinn                                                               | Estonia                                                               | 0 – 2                                                                 | Italia                                                                | Qual. Euro 1996                                                       | -                                                                     | 87’                                                                   |
| 18-11-1998                                                            | Salerno                                                               | Italia                                                                | 2 – 2                                                                 | Spagna                                                                | Amichevole                                                            | -                                                                     | 60’                                                                   |
| 31-3-2004                                                             | Braga                                                                 | Portogallo                                                            | 1 – 2                                                                 | Italia                                                                | Amichevole                                                            | -                                                                     | 46’                                                                   |
| 28-4-2004                                                             | Genova                                                                | Italia                                                                | 1 – 1                                                                 | Spagna                                                                | Amichevole                                                            | -                                                                     | 66’                                                                   |
| 30-5-2004                                                             | Tunisi                                                                | Tunisia                                                               | 0 – 4                                                                 | Italia                                                                | Amichevole                                                            | -                                                                     | 72’                                                                   |
| 18-6-2004                                                             | Porto                                                                 | Italia                                                                | 1 – 1                                                                 | Svezia                                                                | Euro 2004 - 1º turno                                                  | -                                                                     | 76’                                                                   |
| 18-8-2004                                                             | Reykjavík                                                             | Islanda                                                               | 2 – 0                                                                 | Italia                                                                | Amichevole                                                            | -                                                                     | 58’                                                                   |
| 4-9-2004                                                              | Palermo                                                               | Italia                                                                | 2 – 1                                                                 | Norvegia                                                              | Qual. Mondiali 2006                                                   | -                                                                     | 69’                                                                   |
| Totale                                                                |                                                                       | Presenze                                                              | 8                                                                     |                                                                       | Reti                                                                  | 0                                                                     |                                                                       |

| Cronologia completa delle presenze e delle reti in nazionale ― Italia under 21 | Cronologia completa delle presenze e delle reti in nazionale ― Italia under 21 | Cronologia completa delle presenze e delle reti in nazionale ― Italia under 21 | Cronologia completa delle presenze e delle reti in nazionale ― Italia under 21 | Cronologia completa delle presenze e delle reti in nazionale ― Italia under 21 | Cronologia completa delle presenze e delle reti in nazionale ― Italia under 21 | Cronologia completa delle presenze e delle reti in nazionale ― Italia under 21 | Cronologia completa delle presenze e delle reti in nazionale ― Italia under 21 |
| Data                                                                           | Città                                                                          | In casa                                                                        | Risultato                                                                      | Ospiti                                                                         | Competizione                                                                   | Reti                                                                           | Note                                                                           |
| ------------------------------------------------------------------------------ | ------------------------------------------------------------------------------ | ------------------------------------------------------------------------------ | ------------------------------------------------------------------------------ | ------------------------------------------------------------------------------ | ------------------------------------------------------------------------------ | ------------------------------------------------------------------------------ | ------------------------------------------------------------------------------ |
| 20-12-1989                                                                     | Valencia                                                                       | Spagna under 21                                                                | 1 – 0                                                                          | Italia under 21                                                                | Amichevole                                                                     | -                                                                              |                                                                                |
| 16-5-1990                                                                      | Lumezzane                                                                      | Italia under 21                                                                | 1 – 0                                                                          | Cipro under 21                                                                 | Amichevole                                                                     | -                                                                              | 46’                                                                            |
| 26-9-1990                                                                      | Reggio Calabria                                                                | Italia under 21                                                                | 1 – 0                                                                          | Paesi Bassi under 21                                                           | Amichevole                                                                     | -                                                                              |                                                                                |
| 18-10-1990                                                                     | Ferrara                                                                        | Italia under 21                                                                | 1 – 0                                                                          | Ungheria under 21                                                              | Qual. Europeo Under-21 1992                                                    | 1                                                                              |                                                                                |
| 19-12-1990                                                                     | Larnaca                                                                        | Cipro under 21                                                                 | 0 – 1                                                                          | Italia under 21                                                                | Amichevole                                                                     | -                                                                              | 82’                                                                            |
| 16-1-1991                                                                      | Atene                                                                          | Grecia under 21                                                                | 1 – 0                                                                          | Italia under 21                                                                | Amichevole                                                                     | -                                                                              | 83’                                                                            |
| 2-5-1991                                                                       | Szombathely                                                                    | Ungheria under 21                                                              | 0 – 1                                                                          | Italia under 21                                                                | Qual. Europeo Under-21 1992                                                    | -                                                                              |                                                                                |
| 5-6-1991                                                                       | Stavanger                                                                      | Norvegia under 21                                                              | 6 – 0                                                                          | Italia under 21                                                                | Qual. Europeo Under-21 1992                                                    | -                                                                              |                                                                                |
| 12-6-1991                                                                      | Padova                                                                         | Italia under 21                                                                | 1 – 0                                                                          | Unione Sovietica under 21                                                      | Qual. Europeo Under-21 1992                                                    | -                                                                              |                                                                                |
| 25-9-1991                                                                      | Trollhattan                                                                    | Svezia under 21                                                                | 2 – 2                                                                          | Italia under 21                                                                | Amichevole                                                                     | -                                                                              |                                                                                |
| 16-10-1991                                                                     | Simferopol                                                                     | Unione Sovietica under 21                                                      | 1 – 1                                                                          | Italia under 21                                                                | Qual. Europeo Under-21 1992                                                    | -                                                                              | 75’                                                                            |
| 13-11-1991                                                                     | Avellino                                                                       | Italia under 21                                                                | 2 – 1                                                                          | Norvegia under 21                                                              | Qual. Europeo Under-21 1992                                                    | -                                                                              |                                                                                |
| 11-3-1992                                                                      | Trnava                                                                         | Cecoslovacchia under 21                                                        | 1 – 2                                                                          | Italia under 21                                                                | Europeo Under-21 1992 - Quarti di finale - Andata                              | -                                                                              |                                                                                |
| 25-3-1992                                                                      | Padova                                                                         | Italia under 21                                                                | 2 – 0                                                                          | Cecoslovacchia under 21                                                        | Europeo Under-21 1992 - Quarti di finale - Ritorno                             | -                                                                              |                                                                                |
| 9-4-1992                                                                       | Aalborg                                                                        | Danimarca under 21                                                             | 0 – 1                                                                          | Italia under 21                                                                | Europeo Under-21 1992 - Semifinale - Andata                                    | -                                                                              |                                                                                |
| 28-5-1992                                                                      | Ferrara                                                                        | Italia under 21                                                                | 2 – 0                                                                          | Svezia under 21                                                                | Europeo Under-21 1992 - Finale - Andata                                        | -                                                                              | 46’                                                                            |
| 3-6-1992                                                                       | Växjö                                                                          | Svezia under 21                                                                | 1 – 0                                                                          | Italia under 21                                                                | Europeo Under-21 1992 - Finale - Ritorno                                       | -                                                                              |                                                                                |
| 15-10-1992                                                                     | Cremona                                                                        | Italia under 21                                                                | 1 – 0                                                                          | Svizzera under 21                                                              | Qual. Europeo Under-21 1994                                                    | -                                                                              |                                                                                |
| 18-11-1992                                                                     | Motherwell                                                                     | Scozia under 21                                                                | 1 – 2                                                                          | Italia under 21                                                                | Qual. Europeo Under-21 1994                                                    | -                                                                              |                                                                                |
| 16-12-1992                                                                     | Gozo                                                                           | Malta under 21                                                                 | 0 – 1                                                                          | Italia under 21                                                                | Qual. Europeo Under-21 1994                                                    | -                                                                              |                                                                                |
| 21-1-1993                                                                      | Latina                                                                         | Italia under 21                                                                | 1 – 0                                                                          | Svizzera under 21                                                              | Amichevole                                                                     | -                                                                              |                                                                                |
| 23-02-1993                                                                     | Braga                                                                          | Portogallo under 21                                                            | 2 – 0                                                                          | Italia under 21                                                                | Qual. Europeo Under-21 1994                                                    | -                                                                              |                                                                                |
| 25-03-1993                                                                     | Reggio Calabria                                                                | Italia under 21                                                                | 3 – 0                                                                          | Malta under 21                                                                 | Qual. Europeo Under-21 1994                                                    | 1                                                                              |                                                                                |
| 18-11-1993                                                                     | Padova                                                                         | Italia under 21                                                                | 2 – 1                                                                          | Portogallo under 21                                                            | Qual. Europeo Under-21 1994                                                    | -                                                                              | 15’                                                                            |
| Totale                                                                         |                                                                                | Presenze                                                                       | 24                                                                             |                                                                                | Reti                                                                           | 2                                                                              |                                                                                |

| Cronologia completa delle presenze e delle reti in nazionale ― Italia Olimpica | Cronologia completa delle presenze e delle reti in nazionale ― Italia Olimpica | Cronologia completa delle presenze e delle reti in nazionale ― Italia Olimpica | Cronologia completa delle presenze e delle reti in nazionale ― Italia Olimpica | Cronologia completa delle presenze e delle reti in nazionale ― Italia Olimpica | Cronologia completa delle presenze e delle reti in nazionale ― Italia Olimpica | Cronologia completa delle presenze e delle reti in nazionale ― Italia Olimpica | Cronologia completa delle presenze e delle reti in nazionale ― Italia Olimpica |
| Data                                                                           | Città                                                                          | In casa                                                                        | Risultato                                                                      | Ospiti                                                                         | Competizione                                                                   | Reti                                                                           | Note                                                                           |
| ------------------------------------------------------------------------------ | ------------------------------------------------------------------------------ | ------------------------------------------------------------------------------ | ------------------------------------------------------------------------------ | ------------------------------------------------------------------------------ | ------------------------------------------------------------------------------ | ------------------------------------------------------------------------------ | ------------------------------------------------------------------------------ |
| 10-7-1992                                                                      | Brescia                                                                        | Italia olimpica                                                                | 1 – 1                                                                          | Egitto olimpica                                                                | Amichevole                                                                     | -                                                                              | 55’                                                                            |
| 16-7-1992                                                                      | Marino                                                                         | Italia olimpica                                                                | 5 – 0                                                                          | Qatar olimpica                                                                 | Amichevole                                                                     | -                                                                              |                                                                                |
| 24-7-1992                                                                      | Barcellona                                                                     | Italia olimpica                                                                | 2 – 1                                                                          | Stati Uniti olimpica                                                           | Olimpiadi 1992 - 1° turno                                                      | -                                                                              | 70’                                                                            |
| 27-7-1992                                                                      | Barcellona                                                                     | Italia olimpica                                                                | 0 – 3                                                                          | Polonia olimpica                                                               | Olimpiadi 1992 - 1° turno                                                      | -                                                                              | 30’ 56’                                                                        |
| 29-7-1992                                                                      | Barcellona                                                                     | Italia olimpica                                                                | 1 – 0                                                                          | Kuwait olimpica                                                                | Olimpiadi 1992 - 1° turno                                                      | -                                                                              |                                                                                |
| 1-8-1992                                                                       | Valencia                                                                       | Spagna olimpica                                                                | 1 – 0                                                                          | Italia olimpica                                                                | Olimpiadi 1992 - Quarti di finale                                              | -                                                                              | 16’                                                                            |
| Totale                                                                         |                                                                                | Presenze                                                                       | 6                                                                              |                                                                                | Reti                                                                           | 0                                                                              |                                                                                |

## Palmarès

### Club

#### Competizioni nazionali
- Coppa Italia: 5

Lazio: 1997-1998, 1999-2000, 2003-2004
Inter: 2004-2005, 2005-2006
- Supercoppa italiana: 3

Lazio: 1998, 2000
Inter: 2005
- Campionato italiano: 2

Lazio: 1999-2000
Inter: 2005-2006

#### Competizioni internazionali
- Coppa delle Coppe: 1

Lazio: 1998-1999
- Supercoppa UEFA: 2

Lazio: 1999
Milan: 2007
- UEFA Champions League: 1

Milan: 2006-2007
- Coppa del mondo per club: 1

Milan: 2007

### Nazionale
- Campionato d'Europa Under-21: 1

1992